# Salohubivka, Romnî
Salohubivka (în ucraineană Салогубівка) este un sat în comuna Hrîșîne din raionul Romnî, regiunea Sumî, Ucraina.

## Demografie
Componența lingvistică a localității Salohubivka
     Ucraineană (98,2%)
     Rusă (1,5%)
     Alte limbi (0,3%)
Conform recensământului din 2001, majoritatea populației localității Salohubivka era vorbitoare de ucraineană (98,2%), existând în minoritate și vorbitori de rusă (1,5%).